# Qualifications du Championnat d'Europe masculin de hockey sur gazon 2023
 (août 2022).
Navigation
2025
Les Qualifications du Championnat d'Europe masculin de hockey sur gazon 2023 seront une série de 4 épreuves de qualification pour le Championnat d'Europe 2023 à Mönchengladbach. Les tournois auront lieu en Espagne, en France, en Autriche et en Écosse du 17 au 27 août 2022.
La meilleure équipe de chaque tournoi se qualifie pour les Championnats d'Europe. Les deuxième et troisième équipes classées de chaque groupe passent au championnat d'Europe II, les équipes restantes se qualifiant pour le championnat d'Europe III.

## Équipes qualifiées
Toutes les équipes éligibles des éditions 2021 des Championnats d'Europe II et III participeront, ainsi que les quatre équipes les moins bien classées des Championnats d'Europe.
| Événement          | Dates             | Lieu      | Quotas | Qualifiés                                                                   |
| ------------------ | ----------------- | --------- | ------ | --------------------------------------------------------------------------- |
| Pays hôtes         | 11 novembre 2021  | Bruxelles | 4      | Espagne (8) France (11) Autriche (19) Écosse (21)                           |
| Euro 2021          | 4 - 12 juin 2021  | Amsterdam | 1      | Pays de Galles (16)                                                         |
| Euro II 2021       | 15 - 21 août 2021 | Gniezno   | 6      | Irlande (13) Pologne (26) Italie (28) Ukraine (30) Suisse (35) Croatie (45) |
| Euro III 2021      | 1er - 7 août 2021 | Lousada   | 4      | Tchéquie (32) Turquie (40) Portugal (47) Lituanie (61)                      |
| Classement mondial | 15 février 2022   | NC        | 1      | Gibraltar (41)                                                              |
| Total              | Total             | Total     | 16     |                                                                             |

## Qualificatif A
Toutes les heures correspondent à l'heure d'été d'Europe centrale (UTC+2)

### Classement
| Rang | Équipe   | J | V | N | P | BP | BC | Diff | Pts | Qualification       |
| ---- | -------- | - | - | - | - | -- | -- | ---- | --- | ------------------- |
| 1    | Espagne  | 3 | 3 | 0 | 0 | 20 | 0  | +20  | 9   | EuroHockey 2023     |
| 2    | Tchéquie | 3 | 2 | 0 | 1 | 8  | 9  | -1   | 6   | EuroHockey II 2023  |
| 3    | Portugal | 3 | 1 | 0 | 2 | 4  | 18 | -14  | 3   | EuroHockey II 2023  |
| 4    | Pologne  | 3 | 0 | 0 | 3 | 3  | 8  | -5   | 0   | EuroHockey III 2023 |

Source: FIH
En cas d'égalité de points de plusieurs équipes à l'issue des matchs de poule, les critères suivants sont appliqués dans l'ordre indiqué pour établir leur classement :
1. Points,
2. Matchs gagnés,
3. Différence de buts,
4. Buts pour,
5. Plus grand nombre de points obtenus dans les matchs de poule disputés entre les équipes concernées,
6. Buts en plein jeu pour.

### Rencontres
| Match 1            | Pologne                       | 2 - 3   | Portugal                      |                                            |                                            |
| 17 août 2022 18h15 | Rutkowski 19e · Jarzyński 59e | (1 - 2) | 17e, 46e Ribiero · 27e Franco | Arbitrage : Harry Collinson David Sweetman | Arbitrage : Harry Collinson David Sweetman |
| 17 août 2022 18h15 | Rapport                       |         |                               | Arbitrage : Harry Collinson David Sweetman | Arbitrage : Harry Collinson David Sweetman |

| Match 2            | Espagne                                                                                      | 7 - 0   | Tchéquie |                                        |                                        |
| 17 août 2022 20h30 | De Ignacio-Simó 15e · Reyné 30e · Cunill 36e · Menini 37e, 49e · Iglesias 43e · Miralles 48e | (2 - 0) |          | Arbitrage : Maarten Boxma Daniel Denta | Arbitrage : Maarten Boxma Daniel Denta |
| 17 août 2022 20h30 | Rapport                                                                                      |         |          | Arbitrage : Maarten Boxma Daniel Denta | Arbitrage : Maarten Boxma Daniel Denta |

| Match 3            | Tchéquie                                               | 5 - 1   | Portugal   |                                          |                                          |
| 18 août 2022 18h15 | Soukup 14e · Plochý 33e, 43e · Capouch 38e · Uhlíř 43e | (1 - 1) | 2e Ribiero | Arbitrage : Maarten Boxma David Sweetman | Arbitrage : Maarten Boxma David Sweetman |
| 18 août 2022 18h15 | Rapport                                                |         |            | Arbitrage : Maarten Boxma David Sweetman | Arbitrage : Maarten Boxma David Sweetman |

| Match 4            | Espagne                     | 2 - 0   | Pologne |                                           |                                           |
| 18 août 2022 20h30 | Iglesias 17e · González 41e | (1 - 0) |         | Arbitrage : Harry Collinson Kevin Roberts | Arbitrage : Harry Collinson Kevin Roberts |
| 18 août 2022 20h30 | Rapport                     |         |         | Arbitrage : Harry Collinson Kevin Roberts | Arbitrage : Harry Collinson Kevin Roberts |

| Match 5            | Pologne      | 1 - 3   | Tchéquie                     |                                           |                                           |
| 20 août 2022 09h45 | Głowacki 43e | (0 - 3) | 13e, 18e Plochý · 17e Soukup | Arbitrage : Maarten Boxma Harry Collinson | Arbitrage : Maarten Boxma Harry Collinson |
| 20 août 2022 09h45 | Rapport      |         |                              | Arbitrage : Maarten Boxma Harry Collinson | Arbitrage : Maarten Boxma Harry Collinson |

| Match 6            | Espagne | 11 - 0  | Portugal |                                         |                                         |
| 20 août 2022 12h00 | Menini 3e · Basterra 7e, 60e · Cunill 8e, 22e · Iglesias 11e · Reyné 14e · Gispert 30e · Bonastre 32e · Salvador 44e · Recasens 48e | (7 - 0) |          | Arbitrage : David Sweetman Daniel Denta | Arbitrage : David Sweetman Daniel Denta |
| 20 août 2022 12h00 | Rapport |         |          | Arbitrage : David Sweetman Daniel Denta | Arbitrage : David Sweetman Daniel Denta |

### Récompenses
Les prix suivants ont été remis à la fin du tournoi:
| Meilleur joueur | Meilleur gardien de but | Meilleur buteur | Meilleur jeune joueur |
| --------------- | ----------------------- | --------------- | --------------------- |
| Marc Miralles   | Maciej Pacanowski       | Lukas Plochý    | Rodrigo Castro        |

## Qualificatif B
Toutes les heures correspondent à l'heure d'été d'Europe centrale (UTC+2)

### Classement
| Rang | Équipe   | J | V | N | P | BP | BC | Diff | Pts | Qualification       |
| ---- | -------- | - | - | - | - | -- | -- | ---- | --- | ------------------- |
| 1    | France   | 3 | 3 | 0 | 0 | 37 | 3  | +34  | 9   | EuroHockey 2023     |
| 2    | Irlande  | 3 | 2 | 0 | 1 | 29 | 4  | +25  | 6   | EuroHockey II 2023  |
| 3    | Turquie  | 3 | 1 | 0 | 2 | 5  | 24 | -19  | 3   | EuroHockey II 2023  |
| 4    | Lituanie | 3 | 0 | 0 | 3 | 1  | 41 | -40  | 0   | EuroHockey III 2023 |

Source: FIH
En cas d'égalité de points de plusieurs équipes à l'issue des matchs de poule, les critères suivants sont appliqués dans l'ordre indiqué pour établir leur classement:
1. Points,
2. Matchs gagnés,
3. Différence de buts,
4. Buts pour,
5. Plus grand nombre de points obtenus dans les matchs de poule disputés entre les équipes concernées,
6. Buts en plein jeu pour.

### Rencontres
| Match 1            | Irlande | 19 - 0  | Lituanie |                                       |                                       |
| 24 août 2022 16h45 | Madeley 1e, 37e, 48e, 52e · Duncan 14e, (2x)33e · Murray 14e · McKee 15e, 45e, 57e · Walker 17e, 32e, 53e · Walsh 42e · Robson 44e, 54e, 55e · Witherow 58e | (5 - 0) |          | Arbitrage : Nick Bennett Andres Ortiz | Arbitrage : Nick Bennett Andres Ortiz |
| 24 août 2022 16h45 | Rapport |         |          | Arbitrage : Nick Bennett Andres Ortiz | Arbitrage : Nick Bennett Andres Ortiz |

| Match 2            | France | 14 - 2  | Turquie                |                                          |                                          |
| 24 août 2022 19h00 | Charlet 3e, 30e, 35e, 46e, 52e · Tynevez 19e · Clément 27e, 32e, 45e, 47e, 60e · Martin-Brisac 51e · Marqué 51e · Rogeau 56e | (4 - 0) | 43e Elagöz · 60e Kayar | Arbitrage : Daniel Veerman Duncan Razzak | Arbitrage : Daniel Veerman Duncan Razzak |
| 24 août 2022 19h00 | Rapport |         |                        | Arbitrage : Daniel Veerman Duncan Razzak | Arbitrage : Daniel Veerman Duncan Razzak |

| Match 3            | Turquie                            | 3 - 1   | Lituanie        |                                         |                                         |
| 25 août 2022 17h45 | Ataş 21e · Demirel 54e · Aydin 58e | (1 - 1) | 21e Sinkevičius | Arbitrage : Daniel Veerman Andres Ortiz | Arbitrage : Daniel Veerman Andres Ortiz |
| 25 août 2022 17h45 | Rapport                            |         |                 | Arbitrage : Daniel Veerman Andres Ortiz | Arbitrage : Daniel Veerman Andres Ortiz |

| Match 4            | France                                        | 4 - 1   | Irlande     |                                               |                                               |
| 25 août 2022 20h00 | Baumgarten 5e · Sellier 7e · Tynevez 32e, 38e | (2 - 0) | 44e Madeley | Arbitrage : Sébastien Michielsen Nick Bennett | Arbitrage : Sébastien Michielsen Nick Bennett |
| 25 août 2022 20h00 | Rapport                                       |         |             | Arbitrage : Sébastien Michielsen Nick Bennett | Arbitrage : Sébastien Michielsen Nick Bennett |

| Match 5            | Irlande                                                                           | 9 - 0   | Turquie |                                         |                                         |
| 27 août 2022 10h00 | Murray 4e, 44e · McKee 34e, 43e · Walker 41e, 54e, 60e · Robson 51e · Madeley 60e | (1 - 0) |         | Arbitrage : Daniel Veerman Andres Ortiz | Arbitrage : Daniel Veerman Andres Ortiz |
| 27 août 2022 10h00 | Rapport                                                                           |         |         | Arbitrage : Daniel Veerman Andres Ortiz | Arbitrage : Daniel Veerman Andres Ortiz |

| Match 6            | France | 19 - 0   | Lituanie |                                               |                                               |
| 27 août 2022 12h15 | Baumgarten 5e, 47e · Charlet 6e, 60e · Rogeau 8e, 42e · Tynevez 16e, 39e · Clément 20e, 44e, 55e · Marqué 21e · Martin-Brisac 23e · Curty 23e · Sellier 24e, 28e, 42e, 43e · Lockwood 27e | (11 - 0) |          | Arbitrage : Sébastien Michielsen Nick Bennett | Arbitrage : Sébastien Michielsen Nick Bennett |
| 27 août 2022 12h15 | Rapport |          |          | Arbitrage : Sébastien Michielsen Nick Bennett | Arbitrage : Sébastien Michielsen Nick Bennett |

### Récompenses
Les prix suivants ont été remis à la fin du tournoi:
| Meilleur joueur | Meilleur gardien de but | Meilleur buteur  |
| --------------- | ----------------------- | ---------------- |
| François Goyet  | Jamie Carr              | Timothée Clément |

## Qualificatif C
Toutes les heures correspondent à l'heure d'été d'Europe centrale (UTC+2)

### Classement
| Rang | Équipe   | J | V | N | P | BP | BC | Diff | Pts | Qualification       |
| ---- | -------- | - | - | - | - | -- | -- | ---- | --- | ------------------- |
| 1    | Autriche | 3 | 3 | 0 | 0 | 15 | 3  | +12  | 9   | EuroHockey 2023     |
| 2    | Italie   | 3 | 2 | 0 | 1 | 9  | 9  | 0    | 6   | EuroHockey II 2023  |
| 3    | Ukraine  | 3 | 1 | 0 | 2 | 14 | 12 | +2   | 3   | EuroHockey II 2023  |
| 4    | Croatie  | 3 | 0 | 0 | 3 | 6  | 20 | -14  | 0   | EuroHockey III 2023 |

Source: FIH
En cas d'égalité de points de plusieurs équipes à l'issue des matchs de poule, les critères suivants sont appliqués dans l'ordre indiqué pour établir leur classement:
1. Points,
2. Matchs gagnés,
3. Différence de buts,
4. Buts pour,
5. Plus grand nombre de points obtenus dans les matchs de poule disputés entre les équipes concernées,
6. Buts en plein jeu pour.

### Rencontres
| Match 1            | Italie                                      | 5 - 3   | Croatie                             |                                             |                                             |
| 23 août 2022 15h30 | Mondo 7e, 19e · Moretto 24e · Sior 25e, 43e | (4 - 2) | 10e Krleža · 18e Zlatar · 42e Mucić | Arbitrage : Friedrich Weiland Jakub Mejzlik | Arbitrage : Friedrich Weiland Jakub Mejzlik |
| 23 août 2022 15h30 | Rapport                                     |         |                                     | Arbitrage : Friedrich Weiland Jakub Mejzlik | Arbitrage : Friedrich Weiland Jakub Mejzlik |

| Match 2            | Autriche                                             | 5 - 3   | Ukraine                          |                                               |                                               |
| 23 août 2022 17h45 | Körper 9e, 27e · Losonci 25e · Soldat 43e · Frey 58e | (3 - 0) | 36e Paziuk · 43e, 59e Koshelenko | Arbitrage : Michael Dutrieux Daniel Rodríguez | Arbitrage : Michael Dutrieux Daniel Rodríguez |
| 23 août 2022 17h45 | Rapport                                              |         |                                  | Arbitrage : Michael Dutrieux Daniel Rodríguez | Arbitrage : Michael Dutrieux Daniel Rodríguez |

| Match 3            | Ukraine                                                               | 8 - 3   | Croatie                              |                                           |                                           |
| 24 août 2022 15h30 | Koshelenko 3e, 11e, 12e, 39e, 41e, 49e · Shevchuk 19e · Kovalenko 44e | (4 - 2) | 23e Mucić · 25e Mesarić · 36e Zlatar | Arbitrage : Michael Dutrieux Tim Meissner | Arbitrage : Michael Dutrieux Tim Meissner |
| 24 août 2022 15h30 | Rapport                                                               |         |                                      | Arbitrage : Michael Dutrieux Tim Meissner | Arbitrage : Michael Dutrieux Tim Meissner |

| Match 4            | Autriche             | 3 - 0   | Italie |                                            |                                            |
| 24 août 2022 17h45 | Körper 10e, 50e, 55e | (1 - 0) |        | Arbitrage : Daniel Rodríguez Jakub Mejzlik | Arbitrage : Daniel Rodríguez Jakub Mejzlik |
| 24 août 2022 17h45 | Rapport              |         |        | Arbitrage : Daniel Rodríguez Jakub Mejzlik | Arbitrage : Daniel Rodríguez Jakub Mejzlik |

| Match 5            | Italie                         | 4 - 3   | Ukraine                                         |                                           |                                           |
| 26 août 2022 09h45 | Keenan 6e, 52e, 60e · Sior 60e | (1 - 1) | 15e Kaplinskyi · 55e Koshelenko · 57e Onofriiuk | Arbitrage : Tim Meissner Daniel Rodríguez | Arbitrage : Tim Meissner Daniel Rodríguez |
| 26 août 2022 09h45 | Rapport                        |         |                                                 | Arbitrage : Tim Meissner Daniel Rodríguez | Arbitrage : Tim Meissner Daniel Rodríguez |

| Match 6            | Autriche                                            | 7 - 0   | Croatie |                                            |                                            |
| 26 août 2022 12h00 | Körper 9e, 57e · Frey 11e, 46e · Uher 34e, 37e, 52e | (2 - 0) |         | Arbitrage : Michael Dutrieux Jakub Mejzlik | Arbitrage : Michael Dutrieux Jakub Mejzlik |
| 26 août 2022 12h00 | Rapport                                             |         |         | Arbitrage : Michael Dutrieux Jakub Mejzlik | Arbitrage : Michael Dutrieux Jakub Mejzlik |

## Qualificatif D
Toutes les heures correspondent à l'heure d'été d'Europe de l'Ouest (UTC+1)

### Classement
| Rang | Équipe         | J | V | N | P | BP | BC | Diff | Pts | Qualification       |
| ---- | -------------- | - | - | - | - | -- | -- | ---- | --- | ------------------- |
| 1    | Pays de Galles | 3 | 3 | 0 | 0 | 16 | 0  | +16  | 9   | EuroHockey 2023     |
| 2    | Écosse         | 3 | 2 | 0 | 1 | 17 | 1  | +16  | 6   | EuroHockey II 2023  |
| 3    | Suisse         | 3 | 1 | 0 | 2 | 7  | 18 | -11  | 3   | EuroHockey II 2023  |
| 4    | Gibraltar      | 3 | 0 | 0 | 3 | 2  | 23 | -21  | 0   | EuroHockey III 2023 |

Source: FIH
En cas d'égalité de points de plusieurs équipes à l'issue des matchs de poule, les critères suivants sont appliqués dans l'ordre indiqué pour établir leur classement:
1. Points,
2. Matchs gagnés,
3. Différence de buts,
4. Buts pour,
5. Plus grand nombre de points obtenus dans les matchs de poule disputés entre les équipes concernées,
6. Buts en plein jeu pour.

### Rencontres
| Match 1            | Pays de Galles                                                      | 8 - 0   | Suisse |                                     |                                     |
| 24 août 2022 16h45 | Shipperley 3e, 36e, 55e · Morgan 24e · G. Furlong (2x)29e, 41e, 60e | (4 - 0) |        | Arbitrage : Fraser Bell Paul Walker | Arbitrage : Fraser Bell Paul Walker |
| 24 août 2022 16h45 | Rapport                                                             |         |        | Arbitrage : Fraser Bell Paul Walker | Arbitrage : Fraser Bell Paul Walker |

| Match 2            | Écosse                                                            | 9 - 0   | Gibraltar |                                              |                                              |
| 24 août 2022 19h00 | Golden 3e, 39e, 55e · Harwood 6e, 27e, 59e · Walker 18e, 21e, 28e | (6 - 0) |           | Arbitrage : Xavier Fenaert Jaroslav Suchocki | Arbitrage : Xavier Fenaert Jaroslav Suchocki |
| 24 août 2022 19h00 | Rapport                                                           |         |           | Arbitrage : Xavier Fenaert Jaroslav Suchocki | Arbitrage : Xavier Fenaert Jaroslav Suchocki |

| Match 3            | Suisse                                                                  | 7 - 2   | Gibraltar                |                                         |                                         |
| 25 août 2022 16h45 | Grandchamp 5e · Winkler 16e · Brönnimann 21e, 32e, 39e, 57e · Krüsi 32e | (3 - 2) | 8e López · 20e Hernández | Arbitrage : Fraser Bell Malcolm Coombes | Arbitrage : Fraser Bell Malcolm Coombes |
| 25 août 2022 16h45 | Rapport                                                                 |         |                          | Arbitrage : Fraser Bell Malcolm Coombes | Arbitrage : Fraser Bell Malcolm Coombes |

| Match 4            | Écosse  | 0 - 1   | Pays de Galles |                                        |                                        |
| 25 août 2022 19h00 |         | (0 - 1) | 27e G. Furlong | Arbitrage : Paul Walker Xavier Fenaert | Arbitrage : Paul Walker Xavier Fenaert |
| 25 août 2022 19h00 | Rapport |         |                | Arbitrage : Paul Walker Xavier Fenaert | Arbitrage : Paul Walker Xavier Fenaert |

| Match 5            | Pays de Galles                                                                   | 7 - 0   | Gibraltar |                                           |                                           |
| 27 août 2022 10h45 | G. Furlong 3e, 15e, 17e · Carson 30e · Hawker 35e · Newbold 46e · Kyriakides 54e | (4 - 0) |           | Arbitrage : Fraser Bell Jaroslav Suchocki | Arbitrage : Fraser Bell Jaroslav Suchocki |
| 27 août 2022 10h45 | Rapport                                                                          |         |           | Arbitrage : Fraser Bell Jaroslav Suchocki | Arbitrage : Fraser Bell Jaroslav Suchocki |

| Match 6            | Écosse                                                                                 | 8 - 0   | Suisse |                                         |                                         |
| 27 août 2022 13h00 | Morton 30e, 51e · Nairn 36e · Golden 36e, 37e · Walker 45e · Harwood 50e · Forsyth 59e | (1 - 0) |        | Arbitrage : Paul Walker Malcolm Coombes | Arbitrage : Paul Walker Malcolm Coombes |
| 27 août 2022 13h00 | Rapport                                                                                |         |        | Arbitrage : Paul Walker Malcolm Coombes | Arbitrage : Paul Walker Malcolm Coombes |